# Stotzing
Stotzing (węg. Lajtaszék, burg.-chor. Štucinga) – gmina w Austrii, w kraju związkowym Burgenland, w powiecie Eisenstadt-Umgebung. Według Austriackiego Urzędu Statystycznego liczyła 0,8 tys. mieszkańców (1 stycznia 2014).